# デニス・ペリエ
デニス・ペリエ（Denise Perrier、1935年2月13日 - ）は、フランスのモデル兼女優。ミス・ワールド1953に選ばれる。

## 経歴
1935年2月13日、アン県アンベリュ・エン・ビュジェに生まれる。
1952年末、シルヴィアン・カルパンティエはミス・フランス1953に選ばれる。しかし1953年1月、結婚式の準備のためミス・ワールドおよびミス・ユニバースに出場しないと表明。急遽、クリスティアン・マルテルがミス・ユニバースに、彼女がミス・ワールドに出場することとなる。二人は、ミス・フランスのタイトルを持たずにミスコンでフランスを代表した珍しい例となった
1953年10月19日、ロンドンで開催されたミス・ワールドで優勝。フランス代表として初。
もともとは考古学者になりたかったが、モデルと女優のキャリアを追求することとした。映画出演実績としては1971年の007/ダイヤモンドは永遠になどが知られる。
モデル活動と並行して絵画を制作する。エジプト王ファールーク1世や競走馬生産者のアーガー・ハーン3世も彼女の作品を購入した。
のちにニースに移り、1980年から16年間市議会議員を務める。
ミス・ワールド2005、ミス・ワールド2010、ミス・ワールド2011の審査員を務める。ミス・ワールド2014の特別ゲスト。
2017年現在、プロヴァンス＝アルプ＝コート・ダジュール地域圏ファリコン在住。 

## フィルモグラフィ

### テレビ
- 1968年1月19日: Episode 「Drei Meilen vor Marseille」『Die Tintenfische』[10]

### 映画
- 1967年8月25日: La blonde de Pékin (as La speakerine)
- 1969年5月21日: Le bourgeois gentil mec [11]
- 1971年12月25日: 007/ダイヤモンドは永遠に (as Marie)[12]